# 亞歷山大·杜布切克
亚历山大·杜布切克（1921年11月27日—1992年11月7日），捷克斯洛伐克政治家，1968年1月至1969年4月任捷克斯洛伐克共產黨第一書記，在任期间主张温和改革，引领布拉格之春，但改革因华约联合入侵而失败。
杜布切克担任捷共第一书记期间，在“带有人性面孔的社会主义”口号的指导下，解除了对媒体的审查，推动社会自由化，促进了捷克斯洛伐克新浪潮电影运动的发展；然而，他受到了党内斯大林主义者和苏联领导层的压力，他们对杜布切克的政策不满，认为捷克斯洛伐克会疏远与苏联的关系，变得更加西方化。因此，1968年8月20日至21日，苏联连同其他三个华约成员国入侵捷克斯洛伐克，强行终止了布拉格之春。1969年4月，杜布切克辞职，改任捷克斯洛伐克聯邦议会主席，後又被派往土耳其擔任大使，继任者古斯塔夫·胡萨克大举推行“正常化”；1970年，杜布切克被开除党籍。
1989年，天鵝絨革命後，杜布切克再次出任捷克斯洛伐克聯邦议会主席；同年，欧洲议会授予其萨哈罗夫奖。1992年，杜布切克因車禍逝世，終年70歲。

## 早年生活
1921年11月27日，亚历山大·杜布切克生于捷克斯洛伐克的乌罗韦茨（今属斯洛伐克）。1925年，因捷克斯洛伐克国内就业形势严峻，加之为建设社会主义，其举家迁往苏联。因此，杜布切克在吉爾吉斯的比什凱克生活到12岁，在此期间，他加入了一个主张使用世界语和伊多语的工业合作社。1933年，杜布切克全家又迁往高尔基（今下诺夫哥罗德），直到1938年才返国。
二战期间，杜布切克加入了反抗蒂索政权的地下组织，并加入了斯洛伐克共产党（战后改制为捷克斯洛伐克共产党斯洛伐克支部）。1944年8月，杜布切克参加斯洛伐克民族起义，期间曾两度负伤。

## 政治生涯
战后，杜布切克在捷克斯洛伐克中部城市特伦钦的一家酵母厂工作，从一名工人成为工厂的党委书记，1948年他成为负责组织工作的县委书记。1951年，杜布切克奉调到斯洛伐克支部中央机关工作，同年成为国民议会议员。1952年，杜布切克成为斯洛伐克民族阵线中央第一书记。1953年，杜布切克任捷共班斯卡-比斯特里察州州委第一书记，成为捷共地方一级的实权性干部。同年年底，杜布切克被选送到蘇聯莫斯科苏共中央高级党校学习。1958年，杜布切克结束了在苏学习，返回捷克斯洛伐克。回国后，杜布切克立即被选为捷共中央委员，起初任西斯洛伐克州州委第一书记，不久就担任斯洛伐克支部中央主席团委员、书记、书记处成员。1962年杜布切克成为捷共中央主席团候补委员。
1963年，斯洛伐克支部爆发权力斗争，掌权的卡罗尔·巴奇莱克（Karol Bacílek）和帕沃尔·大卫（Pavol David）被迫下野，由杜布切克领导的新一代政治力量开始崛起，逐渐掌握了斯洛伐克的党和国家机关，杜布切克本人则出任捷共中央主席团委员、斯洛伐克支部第一書記。
在杜布切克的领导下，斯洛伐克逐渐开始走向政治自由化。由于此前安东宁·诺沃提尼等斯大林主义者曾诋毁斯洛伐克的“资产阶级民族主义者”，诸如古斯塔夫·胡萨克、弗拉基米尔·克莱门蒂斯等人，因此此时斯洛伐克支部开始重视斯洛伐克人的民族身份，这体现在对卢多维特·什图尔、约瑟夫·米洛斯拉夫·胡尔班等人物诞辰的纪念，以及斯洛伐克民族起义二十周年纪念等活动上。与此同时，相比于捷克，斯洛伐克的政治和文化气氛更加自由。斯洛伐克作家联盟主办的周报《文化生活》（Kultúrny život）就是一个典型例子。该报刊登了由全国范围内最进步或最具争议的作家撰写的有关自由化、联邦化和民主化的直白的讨论，因此读者人数飙升，成为第一份在捷克人当中获得广泛关注的斯洛伐克出版物。

## 布拉格之春
进入20世纪60年代，捷克斯洛伐克经济面临严重困难，工业产值连年下降，僵化的经济体制令全国各界失望，而去斯大林化的浪潮则进一步加剧了国内的政治动荡。1967年10月，以奥塔·希克和杜布切克为首的党内改革派，在捷共中央全会上公开对时任第一书记诺沃提尼提出严厉批评。诺沃提尼为化解压力，巩固自身地位，因此秘密邀请苏联领导人列昂尼德·勃列日涅夫于1967年12月访问捷克斯洛伐克。当勃列日涅夫抵达布拉格并与捷共中央委员会面时，他为捷克斯洛伐克国内对诺沃提尼的反对声浪之大感到震惊，决定不干涉捷克斯洛伐克局势，为捷共中央迫使诺沃提尼辞职铺平了道路。由于曾有留苏经历，杜布切克被苏联视为可靠的人选。1968年1月5日，他出任捷克斯洛伐克共產黨第一書記。
诺沃提尼下台以后的一段时期史称“布拉格之春”。在这一时期，杜布切克和党内其他改革派致力于改革政治体制，以实现“带有人性面孔的社会主义”。尽管改革措施使得捷共对国家的影响力出现了下降，但作为一名忠诚的共产主义者，杜布切克改革的目的始终是维护捷共的领导地位，而不是去改变国家的意识形态。借由进一步扩展言论自由、放宽对党外组织的管制等措施，他赢得了捷克斯洛伐克人民的广泛支持。“杜布切克！自由！”（Dubček! Svoboda!）成为当时学生运动中最为流行的口号，同期的一份民调显示，杜布切克的支持率为78%。然而，杜布切克的处境却愈发艰难。在国内，他面临着自由派（主张进一步自由化、民主化）和党内保守派（主张暂缓或停止改革）两方面的压力；而在国外，其他华约成员国的领导人也向其施压，要求其停止一切改革措施。尽管如此，杜布切克仍然稳步推进改革，并同时强调捷共对社会生活的领导以及华约的重要性。
苏联领导层试图通过一系列谈判以减缓或阻止捷克斯洛伐克的改革。1968年7月，苏联同意与捷克斯洛伐克在两国边境捷方一侧的切尔纳（Čierna nad Tisou）举行双边会谈。在会谈中，杜布切克表明了他对苏联的友好态度，同时认为改革属于国家内政。他认为他从1956年匈牙利革命的失败中吸取了教训，当时的匈牙利领导人决定退出华约，成为苏联推动镇压的一大原因。杜布切克认为，只要捷克斯洛伐克仍然是苏联阵营的忠实成员，克里姆林宫就会允许其自由开展改革。尽管杜布切克持续强调这些承诺，但勃列日涅夫等人仍然深感担忧，他们认为出版和媒体的自由化措施会对捷克斯洛伐克和其他东欧国家的社会主义体制造成冲击。

## 下台
1968年8月20日，苏联连同波兰、匈牙利、保加利亚入侵捷克斯洛伐克。入侵军队迅速占领了布拉格及捷共中央办公场所，扣押了杜布切克及其他捷共党内改革派。被捕前，他敦促人民不要进行军事抵抗，理由是“强行抵抗将会使国人面临一场无谓的屠杀。”当天晚些时候，杜布切克等人被用军用运输机运往莫斯科。
尽管布拉格等重要城市被华约入侵军占领，捷克斯洛伐克人民组织的非暴力抵抗依旧持续了八个月之久，与此同时，国内广播电台也不断播送诸如“自由万岁”、“自由！杜布切克！”等口号，借此要求侵略者返回。然而，捷共改革派仍然被迫接受了苏联的要求，签署了《莫斯科议定书》，改革因此被迫中止。
8月27日，杜布切克连同其他大多数改革派返回布拉格，其继续担任捷共中央第一书记直到次年4月。布拉格之春的成果并没有被立即取消，而是历经几个月逐步废除。
1969年1月，杜布切克因患感冒，在布拉迪斯拉发住院，原定的演讲被迫取消。有流言声称，杜布切克在莫斯科期间，苏联高层为杀死他，在他饮用的汤内投放了放射性锶，使其罹患辐射病。这一流言在国内广为流传，但美国的一份情报报告则认为，这一说法缺乏根据。
1969年4月17日，杜布切克被迫辭去捷共中央第一书记的职务，同年4月28日，他被选为捷克斯洛伐克聯邦议会主席。1970年1月，杜布切克出任駐土耳其大使，据称是希望他叛逃到西方，但未发生。这一年6月，杜布切克被解職，同时被开除党籍，失去了在斯洛伐克议会和聯邦议会的席位。

## 普通公民
被开除党籍后，杜布切克在斯洛伐克林业部门工作。尽管失去了政治地位，但他在人民当中依然广受欢迎，因此他很容易就能够在外界为其工作单位采购到稀缺材料。在这一时期，他与妻子安娜居住在布拉迪斯拉发高尚住宅区的一座别墅里。1988年，杜布切克前往意大利，接受博洛尼亚大学授予其的荣誉博士学位。在那里，他接受了意大利共产党机关报《团结报》的采访，这是自1970年以来他首次接受媒体采访，此次采访使其重获国际关注。
1989年，杜布切克获得第二届萨哈罗夫奖。

## 天鹅绒革命

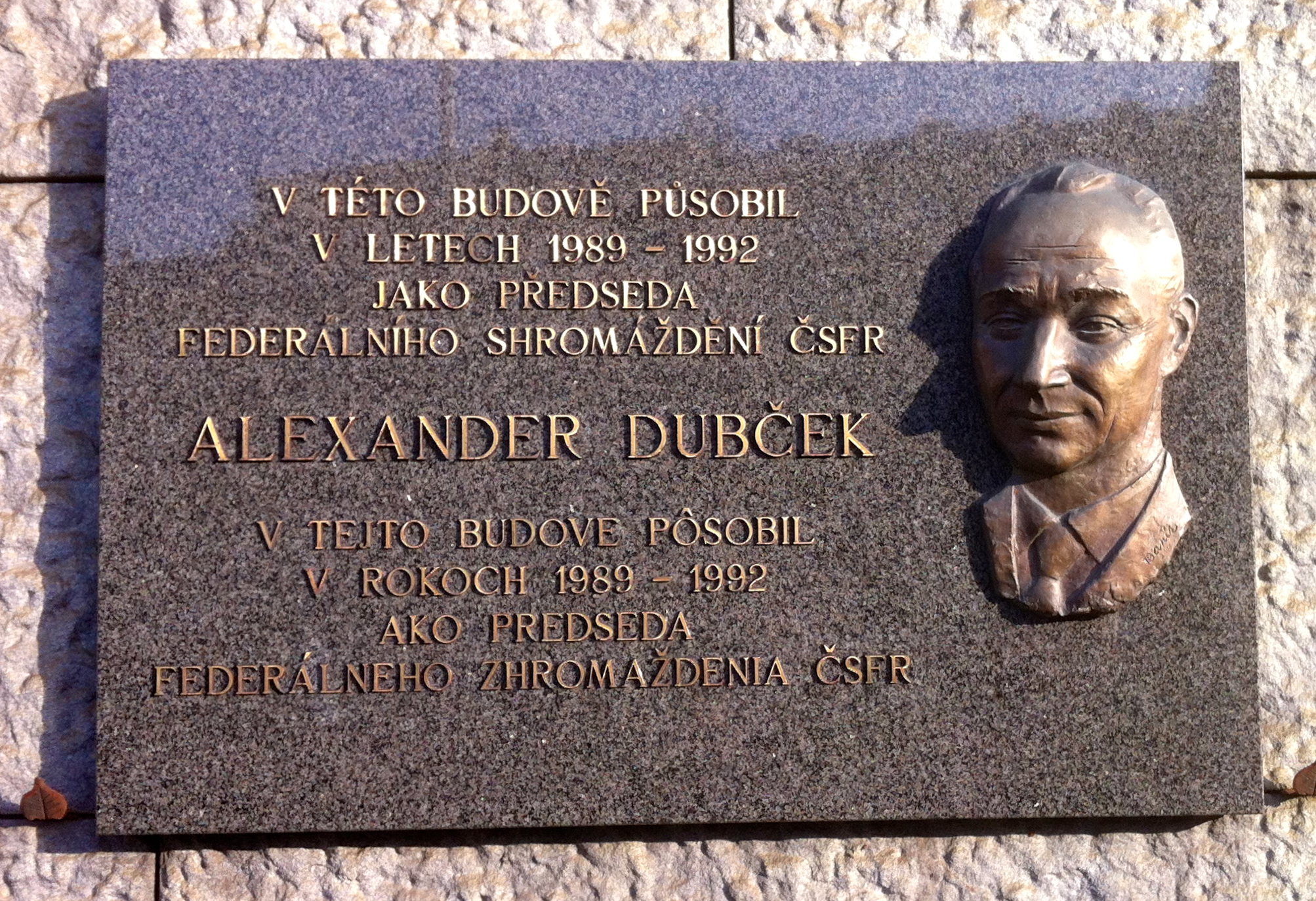
布拉格国家博物馆墙上的匾额，纪念杜布切克在1989年至1992年间担任捷克斯洛伐克联邦议会主席

1989年天鵝絨革命期间，杜布切克支持公众反暴力和公民论坛等团体。当年11月24日晚，他和瓦茨拉夫·哈维尔共同出现在一个俯瞰瓦茨拉夫广场的阳台上，台下的群众报以热烈的掌声。当晚晚些时候，他前往公民论坛总部，再次与哈维尔同台演说。几天后，联邦议会删除了宪法中“共產黨处于领导地位”的条款，捷克斯洛伐克41年的共产主义时期正式宣告结束。杜布切克称天鹅绒革命是“带有人性面孔的社会主义”的胜利。
1989年12月28日，杜布切克再度担任聯邦议会主席，1990年、1992年连任两次。1990年，他首次前往美国，为华盛顿美国大学1990届毕业生发表演讲。
1992年，杜布切克任斯洛伐克社會民主黨主席，并担任该党在联邦议会的代表。当时，国内捷克和斯洛伐克两地区之间的矛盾愈演愈烈，要求斯洛伐克独立的声浪四起，杜布切克反对这一思潮，主张捷克斯洛伐克继续以单一的联邦形式存在。

## 逝世

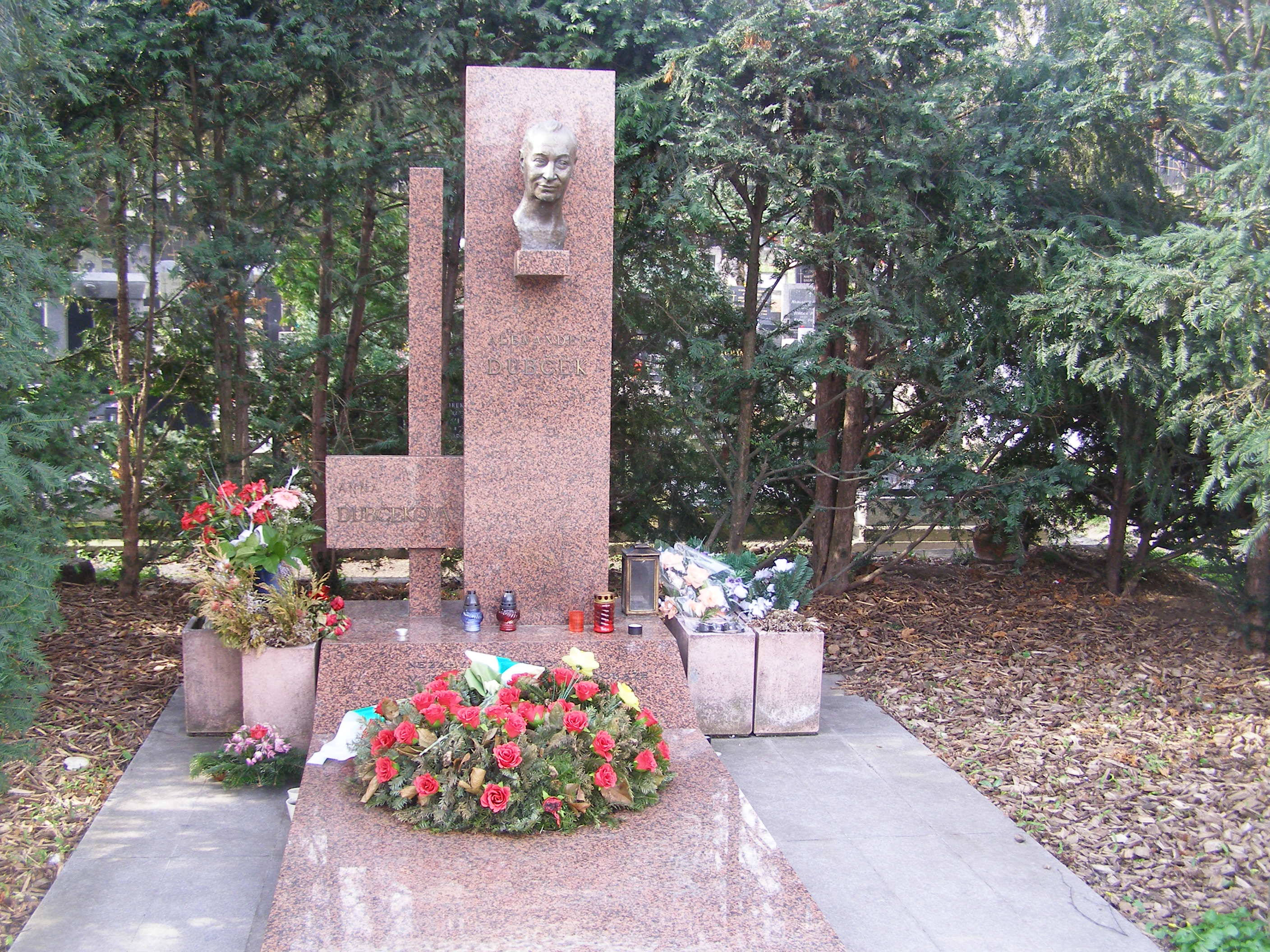
杜布切克的墓地

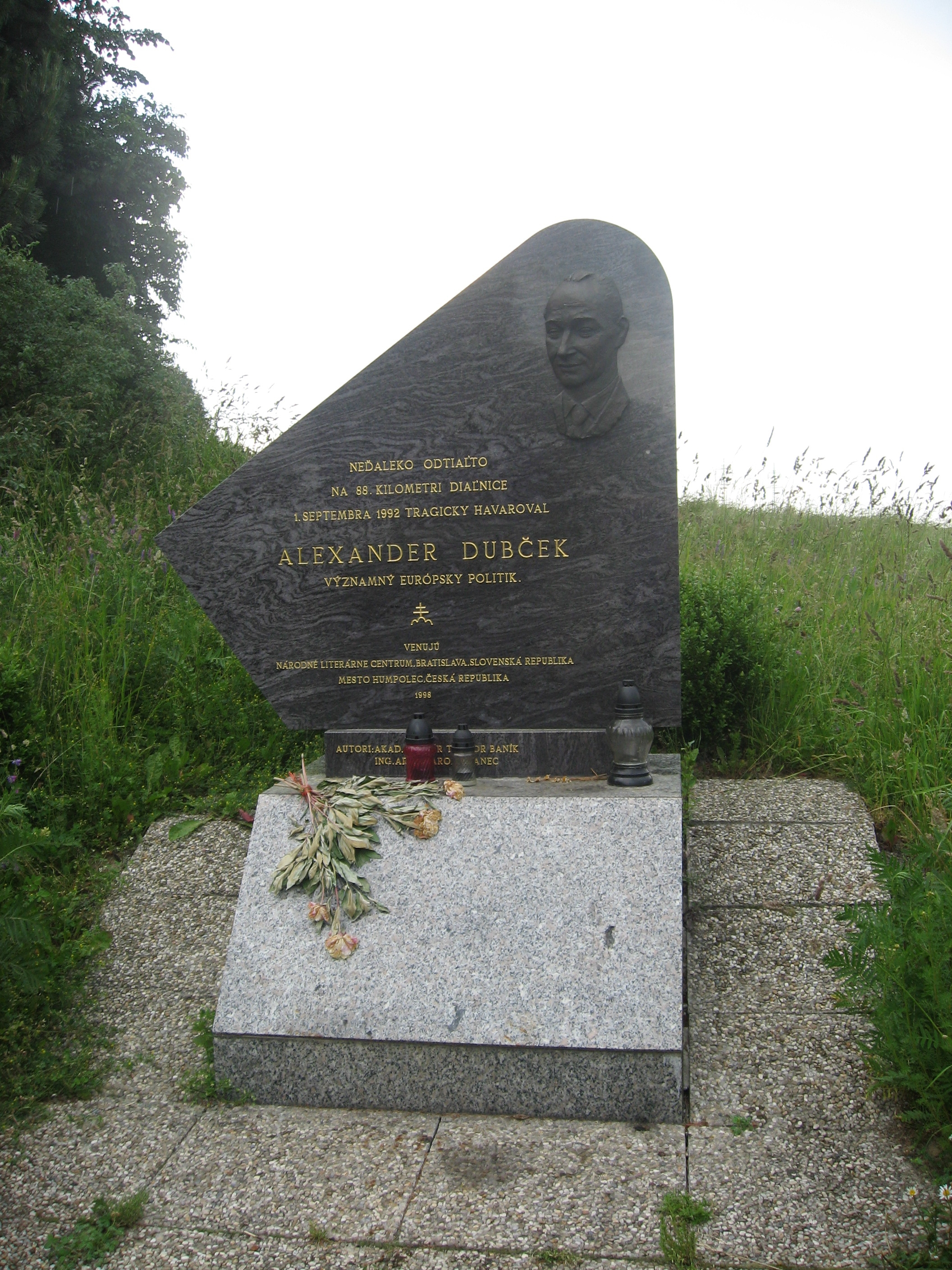
杜布切克车祸地点附近的纪念碑

1992年9月1日，杜布切克在D1高速公路洪波莱茨段車禍重傷，入院治疗。同年11月7日，杜布切克因医治无效逝世，享年70岁，安葬在布拉提斯拉瓦夜莺谷公墓。

## 著作
- 杜布切克有著作《希望不死》。
- 《杜布切克回忆录1921-1992》193，中文版2001新华出版社

## 荣誉

### 捷克勋章奖章
- 一等白狮勋章（捷克，2003年追授[31]）